# Beremîțke, Kozeleț
Beremîțke (în ucraineană Беремицьке) este un sat în orașul raional Oster din raionul Kozeleț, regiunea Cernihiv, Ucraina.

## Demografie
Componența lingvistică a localității Beremîțke
     Ucraineană (96,77%)
     Rusă (3,23%)
Conform recensământului din 2001, majoritatea populației localității Beremîțke era vorbitoare de ucraineană (96,77%), existând în minoritate și vorbitori de rusă (3,23%).